# Josefina Sruoga
Josefina Sruoga naît le 23 août 1990 à Buenos Aires. Elle est hockeyeuse sur gazon argentine.

## Biographie
Josefina Sruoga naît à Buenos Aires le 23 août 1990.

### En club
En 2015, elle est sous contrat avec le GEBA.

### En équipe nationale d'Argentine
Avec l'équipe argentine de hockey sur gazon, elle remporte la médaille d'argent aux Jeux olympiques de 2012 à Londres.